# Muraenesox
Muraenesox là một chi cá trong họ Muraenesocidae trong bộ cá chình Anguilliformes, gồm các loài cá phân bố ở vùng biển Ấn Độ-Thái Bình Dương, hiện hành chúng có hai loài trong chi này. Các loài trong chi này có ở vùng biển phía Tây Thái Bình Dương.

## Các loài
- Muraenesox bagio (F. Hamilton, 1822)
- Muraenesox cinereus (Forsskål, 1775)